# Centenário do Sul
Centenário do Sul ist ein brasilianisches Munizip im Bundesstaat Paraná. Es hat 10.832 Einwohner (2022), die sich Centenarienser oder Centenarianer nennen. Seine Fläche beträgt 372 km². Es liegt 491 Meter über dem Meeresspiegel. Die Gemeinde ist Teil der Metropolregion Londrina.

## Etymologie
Der Name Centenário do Sul geht auf den Ingenieur Casimiro Leão zurück, der die Stadt wegen des Ribeirão Centenário so nannte. Andere sagen, dass der Name sich auf den 100. Jahrestag der Emanzipation der Provinz Paraná von Provinz São Paulo im Jahr 1852 bezieht, die genau 100 Jahre vor der Installation des Munizips stattfand.

## Geschichte

### Besiedlung
Die Entstehung der Stadt begann zwischen den Jahren 1943 und 1944. Die ersten Siedler, die sich hier niederließen, waren auf der Suche nach Reichtum, vor allem in den Bereichen Grundstückshandel, Landwirtschaft und allgemeinem Handel.
Im Jahr 1946 wurde die erste Kapelle mit Nossa Senhora Aparecida als Schutzpatronin gebaut. Bald darauf kamen eine Bäckerei und ein Gästehaus. Die erste Messe wurde am 6. September 1946 gefeiert. Der Kaffeeanbau wurde aufgenommen. Im Jahr 1947 wurde das erste Sägewerk in Betrieb genommen. Die Schule wurde 1948 gebaut. Im Jahr 1949 verfügte Centenário do Sul bereits über einen Landeplatz für Kleinflugzeuge.
Zwischen 1950 und 1952 wurde der Bezirk durch einen Generator, der in einem Sägewerk installiert war, mit Strom versorgt. Das erste Mietauto war ein Ford Baujahr 1929, der Passagiere auf meist unwegsamen Straßen beförderte. Zu dieser Zeit gab es zwei Tankstellen, Posto Texaco und Posto Esso. Die Stadt hatte zwei Kinos, das Cine Centenário und das Cine Graciema.

### Erhebung zum Munizip
Centenário do Sul wurde durch das Staatsgesetz Nr. 790 vom 14. November 1951 in den Rang eines Munizips erhoben und am 14. Dezember 1952 als Munizip installiert.

## Geografie

### Fläche und Lage
Centenário do Sul liegt auf dem Terceiro Planalto Paranaense (der Dritten oder Guarapuava-Hochebene von Paraná) auf 22° 49′ 15″ südlicher Breite und 51° 35′ 42″ westlicher Länge. Seine Fläche beträgt 372  km². Es liegt auf einer Höhe von 491 Metern.

### Vegetation
Das Biom von Centenário do Sul ist Mata Atlântica.

### Klima
In Centenário do Sul herrscht tropisches Klima. Die meisten Monate im Jahr sind durch Niederschläge gekennzeichnet. Auf das Gesamtklima im Jahr haben die wenigen trockenen Monate nur wenig Einfluss. Die Klimaklassifikation nach Köppen und Geiger lautet Am. Im Jahresdurchschnitt liegt die Temperatur bei 22,8 °C. Innerhalb eines Jahres gibt es 1404 mm Niederschlag.

### Gewässer
Centenário do Sul liegt im Einzugsgebiet des Paranapanema, der die nördliche Grenze des Munizips zum Staat São Paulo bildet. Der Ribeirão Centenário fließt quer durch das Munizip vom Süden bis zu seiner Mündung in den Paranapanema.

### Straßen
Centenário do Sul ist über die PR-340 mit Jaguapitã im Süden verbunden. Über die PR-450 kommt man im Osten nach Porecatu.

### Nachbarmunizipien
| Lupionópolis | Narandiba (SP)                              | Porecatu      |
| Cafeara      | Kompassrose, die auf Nachbargemeinden zeigt | Florestópolis |
|              | Guaraci und Jaguapitã                       | Miraselva     |

## Stadtverwaltung
Bürgermeister: Melquíades Tavian Junior, PSD (2021–2024)

## Demografie

### Bevölkerungsentwicklung
| Jahr | Einwohner | Stadt | Land |
| ---- | --------- | ----- | ---- |
| 1960 | 23.485    | 26 %  | 74 % |
| 1970 | 19.543    | 30 %  | 70 % |
| 1980 | 16.392    | 48 %  | 52 % |
| 1991 | 14.269    | 70 %  | 30 % |
| 2000 | 11.817    | 78 %  | 22 % |
| 2010 | 11.190    | 83 %  | 17 % |
| 2    | 10.832    |       |      |

Quelle: IBGE (2011) und Volkszählung 2022

### Ethnische Zusammensetzung
| Gruppe *    | 1991    | 2000    | 2010    | wer sich als …                                                                   |
| ----------- | ------- | ------- | ------- | -------------------------------------------------------------------------------- |
| Weiße       | 56,9 %  | 60,0 %  | 52,8 %  | weiß bezeichnet                                                                  |
| Schwarze    | 3,2 %   | 3,7 %   | 5,3 %   | schwarz bezeichnet                                                               |
| Gelbe       | 0,7 %   | 1,2 %   | 1,3 %   | von fernöstlicher Herkunft wie japanisch, chinesisch, koreanisch etc. bezeichnet |
| Braune      | 39,2 %  | 34,4 %  | 40,6 %  | braun oder als Mischung aus mehreren Gruppen bezeichnet                          |
| Indigene    | 0,0 %   | 0,1 %   | 0,0 %   | Ureinwohner oder Indio bezeichnet                                                |
| ohne Angabe | 0,0 %   | 0,5 %   | 0,0 %   |                                                                                  |
| Gesamt      | 100,0 % | 100,0 % | 100,0 % |                                                                                  |

*) Anmerkung: Das IBGE verwendet für Volkszählungen ausschließlich diese fünf Gruppen. Es verzichtet bewusst auf Erläuterungen. Die Zugehörigkeit wird vom Einwohner selbst festgelegt.
Quelle: IBGE (Stand: 1991, 2000 und 2010)

## Wirtschaft
Die Wirtschaft von Centenário do Sul teilt sich auf in die Landwirtschaft, in der der Zuckerrohranbau vorherrscht, und die Viehzucht mit ausgedehnten Weideflächen. Die charakteristischen Kaffeeplantagen, die während der Besiedlung ihren Höhepunkt erreichten, sind durch Fröste, vor allem den Frost von 1975, fast ausgelöscht worden.
Als Alternative dazu gewann damals der Baumwollanbau an Bedeutung. Die fehlenden Preisanreize der Staatsregierung führten jedoch dazu, dass die Baumwollanbauflächen erheblich zurückgingen und durch Zuckerrohr ersetzt wurden. Die gesamte Produktion wird heute in der Usina Central do Paraná, in Porecatu, zu Zucker und Alkohol verarbeitet. Ein Teil der agroindustriellen Produktion der Gemeinde wird hauptsächlich über das Lager der Kaffeebauerngenossenschaft Porecatu (Cofercatu) verkauft.
Wieder einmal beginnt der Kaffee zu expandieren. Heute fördert die Stadtverwaltung von Centenário do Sul den Kaffeeanbau. Das Interesse der Landwirte ist groß, vor allem am verdichteten Kaffeeanbau (größere Produktion auf kleinerer Fläche).

## Einnahmen des Munizips
Der Handel und die Kleinstindustrien erbringen den größten Anteil an der Umsatzsteuer. Der andere Teil stammt aus den Mitteln der Staats- und der Bundesregierung, die hauptsächlich für das Bildungs- und Gesundheitswesen bestimmt sind, das kommunalisiert wurde.

## Fremdenverkehr
Centenário do Sul verfügt über ein Freizeitgelände am Ufer des Paranapanema, das „Condomínio Pedra Preta“ mit 31 Ferienwohneinheiten auf knapp 5 Hektar Fläche.